# Podimoć
Podimoć is een plaats in de gemeente Dubrovačko Primorje in de Kroatische provincie Dubrovnik-Neretva. De plaats telt 44 inwoners (2001).